# 対称減少再配分
数学においてある函数の対称減少再配分（たいしょうげんしょうさいはいぶん、英: symmetric decreasing rearrangement）とは、等位集合の大きさがその函数のものと等しいような、対称かつ減少な函数のことをいう。

## 集合の定義
Rn 内のある可測集合 {\displaystyle A} が与えられたとき、その対称再配分 {\displaystyle A^{*}} は次で与えられる。
{\displaystyle A^{*}=\{x\in \mathbf {R} ^{n}:\,\omega _{n}\cdot |x|^{n}<|A|\}.}
ここで {\displaystyle \omega _{n}} は単位球の体積で、{\displaystyle |A|} は {\displaystyle A} の体積である。これは、体積が集合 {\displaystyle A} と等しい原点中心の球を表すことに注意されたい。

## 函数の定義
等位集合が有限測度を持つような非負の可測函数 {\displaystyle f} の再配分は、次で与えられる。
{\displaystyle f^{*}(x)=\int _{0}^{\infty }\mathbb {I} _{\{y:f(y)>t\}^{*}}(x)\,dt.}
すなわち {\displaystyle f^{*}(x)} の値は、{\displaystyle \{y:f(y)>t\}} の対称再配分の半径が x と等しいような高さ t を与える。この定義には、次のような動機がある。任意の非負の函数 {\displaystyle g} に対して、等式
{\displaystyle g(x)=\int _{0}^{\infty }\mathbb {I} _{\{y:g(y)>t\}}(x)\,dt}
が成り立つため、上述の定義は等式 {\displaystyle \mathbb {I} _{A}^{*}=\mathbb {I} _{A^{*}}} が成り立つための唯一つの定義となる。

## 性質
函数 {\displaystyle f^{*}} は、等位集合が {\displaystyle f} の等位集合と同じ測度を持つ、すなわち
{\displaystyle |\{x:f^{*}(x)>t\}|=|\{x:f(x)>t\}|}
が成り立つような対称かつ減少な函数である。{\displaystyle f} が {\displaystyle L^{p}} 内の函数であるなら、次が成り立つ。
{\displaystyle \|f\|_{L^{p}}=\|f^{*}\|_{L^{p}}.}
ハーディ＝リトルウッドの不等式が成り立つ。すなわち
{\displaystyle \int fg\leq \int f^{*}g^{*}}
となる。さらにセゲーの不等式が成り立つ。すなわち {\displaystyle 1\leq p<\infty } かつ {\displaystyle f\in W^{1,p}} なら、次が成り立つ。
{\displaystyle \|\nabla f^{*}\|_{p}\leq \|\nabla f\|_{p}.}
対称減少再配分は、順序保存であり、{\displaystyle L^{p}} 距離を減少させる。すなわち
{\displaystyle f\leq g\Rightarrow f^{*}\leq g^{*}}
および
{\displaystyle \|f-g\|_{L^{p}}\geq \|f^{*}-g^{*}\|_{L^{p}}}
が成り立つ。

## 応用
ポーヤ＝セゲーの不等式より、極限においては {\displaystyle p=1} として等周不等式が成り立つ。また、レイリー＝フェイバー＝クラーンの不等式を証明するために調和函数との関係を利用することが出来る。